# Samuel Costa (modelo)
Samuel Wellington Costa de Morais (Santos, 28 de Maio de 1994) é um modelo e fisioterapeuta que adquiriu notoriedade ao obter a vitória no certame masculino de Mister Brasil CNB 2018, realizado no dia 10 de agosto do mesmo ano em Angra dos Reis, no Rio de Janeiro. Com 24 anos, Samuel é o 4º representante do Estado de São Paulo a vencer o concurso, o 3º em menos de cinco (5) anos e o 5º nascido no Estado a ter ganho a competição. 

## Sobre
Nascido e criado em Santos, Samuel é formado em Fisioterapia, pós graduando em ortopedia, traumatologia e esporte, e atualmente cursa o 6º semestre de Educação Física na Universidade Santa Cecília. Fez seu estágio obrigatório na mais antiga instituição assistencial e hospitalar em funcionamento do Brasil, a Santa Casa de Misericórdia de Santos. 

## Concursos
Conhecido em sua cidade natal por ter vencido diversos concursos menores de projeção regional, Samuel começou a participar de concursos aos 22 anos de idade, quando alcançou a vitória no tradicional "Rei e Rainha dos Jogos da Unisanta", em 2016. Da primeira vitória em diante, se inscreveu, participou e venceu todos os concursos que participou posteriormente, sendo capa de importantes revistas de circulação regional, como a "AT Revista", "Revista Mais Santos", entre outros catálogos e trabalhos como modelo.

### Mister São Paulo CNB
Realizado no Hotel Michelângelo, em São José do Rio Preto pelo empresário André Cruz, o concurso que escolhe o mais belo paulista para a disputa nacional de Mister Brasil CNB teve seu ápice no dia 21 de outubro de 2017 com a vitória do prudentino Matheus Mello,  deixando na segunda colocação o santista Samuel Costa e na terceira posição o representante de Francisco Morato, Alef Novaes. No dia 16 de julho, nove (9) meses depois da vitória e menos de um mês para o início do confinamento e disputa do título nacional, Matheus abriu mão do título por motivos pessoais.  Samuel, inicialmente segundo colocado da disputa estadual, assumiu o título, cumprindo com a agenda de atividades e eventos que o título lhe coube. Vale ressaltar que Samuel participaria do certame nacional como "Mister Baixada Santista", título este que foi passado para Gilmar Ferreira, que também participou da disputa de Mister São Paulo.

### Mister Brasil CNB
Um dos favoritos para levar a disputa, Samuel ganhou mais notoriedade ao assumir o título Estadual de última hora. Se destacou nas fases preliminares do Mister Brasil: foi o vencedor da etapa "Moda Noite", ficou em segundo na etapa de entrevista e o sétimo com o melhor corpo da competição. Além disso, foi o vencedor da etapa "Sport's Challenge" e um dos finalistas da prova "Beleza Pelo Bem", cujo objetivo é o cerne da competição, as atividades sociais e filantrópicas voltadas para o cunho da solidariedade e responsabilidade social.
Samuel derrotou quarenta e oito (48) candidatos e ganhou a competição,  adquirindo os seguintes prêmios: faixa, jóia estimada em R$6.800,00, uma viagem para Los Angeles, além de preparação especializada em concursos de beleza em Taquari, no Rio Grande do Sul com a equipe da "Livi Treinamentos" e do preparador venezuelano Alexander González em sua escola na China. Além de ter representado a beleza do homem brasileiro no Mister Supranational 2018, realizado na Polônia onde obteve a terceira colocação. 
Jamais pensei que eu, uma pessoa de origem humilde teria uma chance de ser Mister Brasil. Meu pai é pedreiro e minha mãe é assistente social. Nunca tive nada de mão beijada e sempre tive que correr atrás dos meus objetivos para trilhar meu caminho. Tenho muito orgulho da minha origem e tudo que aprendi a valorizar nessa trajetória. Quero ser um exemplo para as pessoas e inspirá-las a correr atrás dos seus sonhos, além de reforçar que é a beleza interior que vale mais. 

## Resumo de Competições
| Concurso                                   | Representação | Ano  |
| ------------------------------------------ | ------------- | ---- |
| Rei dos Jogos Unisanta (Vencedor)          | —             | 2016 |
| Garoto Model Guarujá (Vencedor)            | —             | 2017 |
| Garoto Mais Santos (Vencedor)              | —             | 2017 |
| Garoto AT Revista (Vencedor)               | —             | 2017 |
| Mister Santos CNB (Indicado)               | —             | 2018 |
| Mister São Paulo CNB (2º. Lugar - Assumiu) | Santos        | 2018 |
| Mister Brasil CNB (Vencedor)               | São Paulo     | 2018 |
| Mister Supranational (3º. Lugar)           | Brasil        | 2018 |